# Анто Станић
Анто Станић (Црнићки Каменик, 2. фебруар 1942) јесте бизнисмен и писац.

## Живот
Након завршетка средње школе радио је као учитељ. Објавио је више од тридесет дела, већином књиге поезије, али је објавио и неколико романа, те прозних дела. Писао је и књиге психолошких огледа и књиге савета за младе. Неке од књига уредио са Ивом Мијом Андрићем. Као успешан предузетник, он је написао породичну књигу успомена (монографију) под називом Станич - предузетнички породица из Крешева.
Спонзор је многих културних догађаја у Бих, те је покренуо Књижевну задужбину/фондацију „Фра Грго Мартић”.
Члан је различитих књижевних удружења (Друштво хрватских књижевника Херцег-ријеке Босне"), а од 2013. године је и члан Друштва писаца БиХ.